# Искусство лёгких касаний
«Искусство лёгких касаний» — сборник произведений русского писателя Виктора Пелевина, состоит из двух повестей и одного рассказа. Опубликован в августе 2019 года издательством Эксмо.

## Эпиграф
«Эта книга нашёптана мультикультурным хором внутренних голосов различных политических взглядов, верований, ориентаций, гендеров и идентичностей, переть против которых, по внутреннему ощущению автора, выйдет себе дороже.».

## Сюжет

### Иакинф
Четверо молодых людей отправляются в пешее путешествие по горам Кабардино-Балкарии. Их сопровождает пожилой проводник по имени Иакинф, который перед сном рассказывает в палатке историю из своей жизни на протяжении нескольких вечеров. В этой истории он рассказывает о том, как в 90-е работал экстрасенсом (скорее выдавал себя за такового) и ему не посчастливилось быть нанятым криминальным авторитетом для проведения древнего ритуала. Окончив историю, Иакинф приводит компанию в памятное для себя место, как оказалось, — с определенной целью.

### Искусство лёгких касаний
Самое объёмное произведение сборника.
Русский писатель и философ Дмитрий Евгеньевич Галковский выведен в качестве одного из главных героев повести под именем Константина Параклетовича Голгофского, автора выдуманного 2000-страничного философско-эротического трактата, философа и историка, специалиста по масонам, который расследует и изобличает вселенский заговор и раскрывает суть новой информационной войны между Россией и Америкой. В повести идёт краткий пересказ этого романа — «Синопсис для VIPов». Также упоминается «главный российский египтолог Солкинд» — очевидная карикатура на Виктора Солкина. В «Искусстве лёгких касаний», как и в «Иакинфе», упоминается бог Кронос (он же Сатурн или Баал), который на этот раз называет себя «Разум».
Повесть начинается с таинственного отравления соседа по даче Голгофского — генерала ГРУ Изюмина. В ходе детективного расследования в духе Дэна Брауна Пелевин высказывает несколько паранаучных концептов коммуникации, резюмируя и рефлексируя вмешательство России в выборы США и соревнование ЦРУ и ГРУ:
- Поля времени — продолжая идеи Вернадского, автор предполагает, что в ноосферу можно вносить записи, чем и занимались маги Древнего Египта. По замыслу Виктора Пелевина, раньше информационное поле истории менялось с помощью скипетров по аналогии с татуировкой. В XVIII веке во Франции росписью полей времени занимались атеистическая организация Культ Разума и Маркиз Де Сад, а во времена Второй Мировой войны деятельностью занимались движения нацистского оккультизма — Братство Сатурна, Общество Туле, Общество Врил и Аненербе.

«Солкинд называл это „Полями времени“. Суть переживания — прямое восприятие истории, как бы перелистывание тщательно размеченных, но полупустых страниц, где запечатлено былое. Ещё это похоже на ночной вид с самолёта: бесконечно долгие пространства темноты с редкими огнями, затем — сияющие кластеры городов (им соответствуют эпохальные сдвиги — чем ярче свет, тем интенсивнее на этом поле шла „история“), потом снова бархатный мрак».
- Химеры — граффити, которые рисуют в полях времени — искусственные смысловые конструкции, рассчитанные на манипулирование общественным мнением. Близкое по смыслу понятие к медиавирусу. Чтобы получить финансирование, их называют боевыми химемами. Современными практиками химемы наносятся аналогом волшебной палочки — стилусом на «mindboard», то есть на стену записей коллективного бессознательного. По мнению автора, картина «Пир Валтасара» Рембрандта изображает процесс создания химеры:

«… Голгофский понимает, что значит увидеть химеру: вот это охватившее всех в тронном зале ощущение обречённости царя Валтасара и означает, что химера стала заметна. Собравшиеся чувствуют то же, что Даниил — он лишь осмеливается произнести это вслух. Но откуда взялась эта общая уверенность, никто особо не понимает: таков „дух времени“. Триггером служат слова „мене, мене, текел, упарсин“, которые в ужасе повторяет сам царь… Дальнейшее известно.
— Рембрандт был знаком с некоторыми таинствами, — говорит Дави. — Его картина „Пир Валтасара“ просто идеально изображает процесс создания химеры и реакцию целевой группы. Обычно эти два события разнесены во времени, но в этом уникальном случае они совпадают…»
- Царь-Химера — «ноосферная бомба», то есть мощное информационное оружие, которым со слов автора обладают спецслужбы правительств России и США. Аналог атомной бомбы, которая создаёт угрозу третьей мировой в век информационной войны и технологий медиа.

«Царь-химера как бы создавала кривое зеркало, где американец видел на своём месте зависимое, запуганное и предельно озабоченное личным выживанием существо, от которого на каждом шагу требуется демонстрация верных политических взглядов и казённого патриотизма. Таким же примерно был советский человек семидесятых. Поэтому конечная линия развёртывания химеры была обозначена так: современная Америка — это тоталитарный совок семьдесят девятого года с ЛГБТ на месте комсомола, корпоративным менеджментом на месте КПСС, сексуальной репрессией на месте сексуальной репрессии и зарёй социализма на месте зари социализма…»
- Триггер — часть кода химеры/химемы, публикация которой в Twitter вызывает «триггерное событие», то есть запуск информации в медиапространство.

«— Чтобы химера стала видна, — говорит Бонье, — необходим триггер.
— Триггер? — не понимает Голгофский.
— Да, — отвечает Бонье, — как бы координаты той точки, куда нужно направить взгляд. Это, если угодно, пароль. Ключ к шифру. Таким ключом может быть условная фраза, картинка, образ. Это своего рода код доступа. На самом деле это простая вещь, только звучит сложно…»

### Столыпин
Повествование идёт, в основном, в столыпинском вагоне, в котором перевозят заключённых.
Рассказ является продолжением романа Пелевина «Тайные виды на гору Фудзи».

## Мнения критиков
Это книга о том, что даже за хором голосов не спрячешь автора, пусть даже мы двадцать лет его не видим и мнения его о текущих событиях за пределами, собственно, книг, не слышим. А автор тут так откровенно скорбит по временам, когда свобода означала свободу нести какую угодно пургу, а критики, которых он, в общем, и так не любил никогда, обсуждали тексты, а не допустимость и приличие выявленных в них идей, что ни на какое другое переживание в этой книге и места не остается.
— Лиза Биргер для Esquire

«Главным, что произошло с нами за год, по версии Пелевина, стала ситуация с русскими хакерами и тем страхом, который они сеют в мире (кстати, если верить писателю, единственное, в чем хакеры не виновны, так это во вмешательстве в американские выборы). Нельзя сказать, что, выбрав этот предмет, Пелевин попал в молоко — совсем уж нелепых промахов у него, в общем, давно не бывало. Другое дело, что эта тема важна скорее для внешнеполитической повестки, которая в последние пару месяцев стала внезапно куда менее заметна, чем повестка внутренняя, связанная с политическими протестами, сфабрикованными уголовными делами и техногенными катастрофами».
— Галина Юзефович для Meduza